# Uruguay Tourné
Uruguay Tourné del Campo (Montevideo, 13 de mayo de 1929-30 de noviembre de 2022) fue un político uruguayo perteneciente al Partido Nacional.

## Biografía
Militante desde joven en el Partido Nacional, fue elegido diputado por Montevideo para el periodo 1963-1967, siendo reelecto para los periodos 1967-1972 y 1972-1977, aunque debió abandonar su banca a causa del golpe de Estado de junio de 1973.
Se opuso tenazmente al gobierno cívico-militar. En las elecciones de 1984 fue elegido senador por el movimiento Por la Patria. También se postuló como candidato a la Intendencia de Montevideo.
Entre otras actividades parlamentarias, Tourné integró la comisión senatorial encargada de investigar la misteriosa muerte durante la dictadura de Cecilia Fontana de Heber, madre del político Luis Alberto Heber.
Cuando a fines de 1986 se aprobó la Ley de Caducidad, Tourné se opuso a la misma y se separó de Por la Patria. Junto a Héctor Lorenzo Ríos, Luis José Martínez y otros dirigentes, conformaron la Unión Blanca Popular, lista 66. De cara a los comicios de 1989 realizó un acuerdo con el Movimiento de Rocha y acompañó a Carlos Julio Pereyra en la fórmula presidencial y encabezó una lista al senado, pero no resultó reelecto.
En 1994 integró la lista senatorial del Herrerismo, pero no fue elegido. En 2004 integró la Comisión Nacional en Defensa del Agua y de la Vida.
En 2008 decidió acompañar a Jorge Larrañaga. Propuso, junto al exdiputado colorado Washington Abdala, que para las elecciones municipales de 2010 los blancos y colorados comparezcan con un lema común en Montevideo.
Era tío paterno de la política frenteamplista y exministra del Interior Daisy Tourné.